# SRF Info
SRF Info est une chaîne de télévision publique suisse d'information en continu de la Schweizer Radio und Fernsehen.

## Histoire
SRF Info (anciennement : SFi et SF Replay) est le programme d'information en continu de la télévision publique suisse allemande Schweizer Fernsehen. Diffusé pour la première fois, à titre expérimental, à partir du 3 mai 1999, l'existence de la chaine est confirmée depuis le 17 janvier 2001.
SRF info est diffusée sur le câble suisse et en clair sur le satellite Hot Bird 8 (13°Est). Les émissions de sport sont cependant cryptées pour des raisons de droits. La chaîne est également diffusée en numérique via la télévision numérique terrestre (DVB-T) dans toute la Suisse alémanique.
Le 16 décembre 2012, SF info devient SRF info dans le cadre de la politique d'uniformisation des marques radio et télévision de la Schweizer Radio und Fernsehen.

## Identité visuelle

### Logos

Logo de SF I de 1999 à 2005
Logo de SF info de 2005 au 29 février 2012
Logo de SF info du 29 février 2012 au 16 décembre 2012
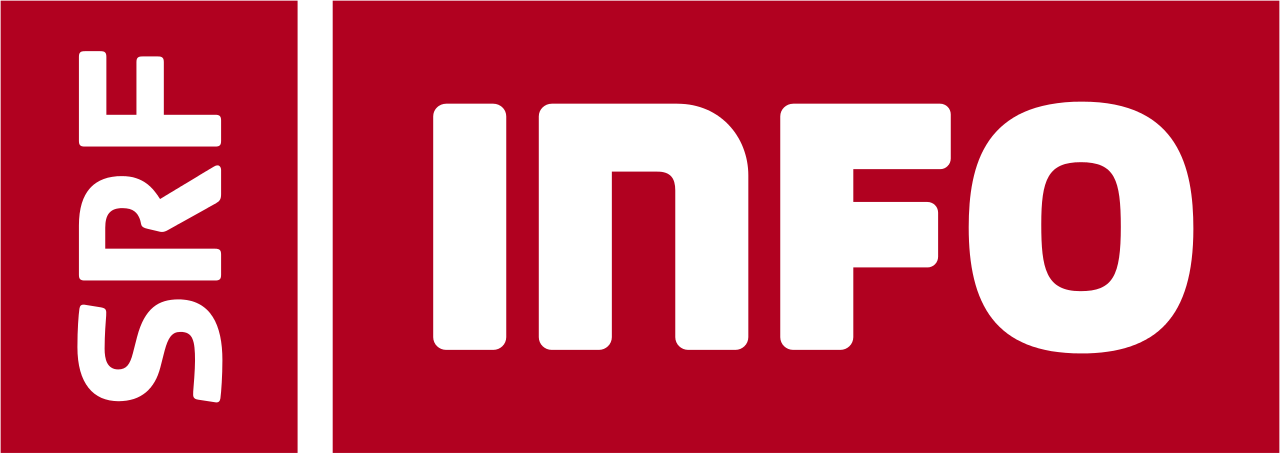
Logo de SRF info depuis le 16 décembre 2012

## Programmes
La chaîne montre principalement des productions de la SF Schweizer Fernsehen. La plupart sont des rediffusions d'émissions des chaînes SF 1 et SF zwei. Elle reprend également le programme d'information en romanche Telesguard, produit par Televisiun Rumantscha.
Le soir et la nuit, le canal diffuse en continu le journal de la télévision alémanique (Tagesschau et 10 vor 10). 
La chaîne retransmet également quelques programmes propres comme lors du World Economic Forum de Davos ou des événements sportifs lorsqu'il n'est pas possible de les diffuser sur SF zwei.